# تياغو دي ميلو مارينيو
تياغو دي ميلو مارينيو (بالبرتغالية: Tiago de Melo Marinho‏) هو لاعب كرة الصالات ‏ ولاعب كرة قدم برازيلي في مركز حراسة المرمى، ولد في 9 مارس 1981 في ساو باولو في البرازيل. شارك مع منتخب البرازيل لكرة الصالات. أما مع النوادي، فقد لعب مع نادي جوينفيل.

## وصلات خارجية
- تياغو دي ميلو مارينيو على موقع الاتحاد الدولي (مؤرشف)  (الإنجليزية)